# Vandières (Marne)
Vandières település Franciaországban, Marne megyében. Lakosainak száma 302 fő (2022. január 1.). Vandières Anthenay, Châtillon-sur-Marne, Mareuil-le-Port, Passy-Grigny, Troissy és Verneuil községekkel határos.

## Népesség
A település népessége az elmúlt években az alábbi módon változott:
| Lakosok száma | 375  | 329  | 340  | 338  | 325  | 317  | 307  | 298  | 298  | 302  |
|               | 1968 | 1982 | 1990 | 2006 | 2013 | 2015 | 2017 | 2019 | 2020 | 2022 |